# ISO 3166-2:GQ

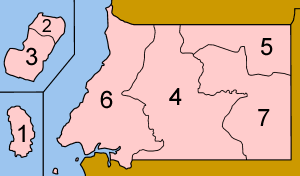
Mapa de las provincias de Guinea Ecuatorial, numeradas en orden alfabético español (idioma nativo), compatible en su mayoría con el inglés. Las islas están más alejadas del continente y entre sí que lo que se representa en este mapa, de ahí las líneas que las separan. Annobón, Bioko Norte, Bioko Sur, Centro Sur, Kié-Ntem, Litoral, Wele-Nzas.

El ISO 3166-2:GQ es el código ISO estándar para la República de Guinea Ecuatorial, en la que también están sus provincias.

## Códigos
| GQ-DJ | Djibloho    |
| GQ-BN | Bioko Norte |
| GQ-BS | Bioko Sur   |
| GQ-LI | Litoral     |
| GQ-CS | Centro Sur  |
| GQ-WN | Wele Nzas   |
| GQ-KN | Kie Ntem    |
| GQ-AN | Annobón     |

| Provincias  | Provincias |
| ----------- | ---------- |
| Annobón     | GQ-AN      |
| Bioko Norte | GQ-BN      |
| Bioko Sur   | GQ-BS      |
| Centro Sur  | GQ-CS      |
| Djibloho    | GQ-DJ      |
| Kie Ntem    | GQ-KN      |
| Litoral     | GQ-LI      |
| Wele Nzas   | GQ-WN      |